# Ken Whyld
Kenneth Whyld (* 6. März 1926 in Nottingham; † 11. Juli 2003 in Kirton Lindsey bei Caistor) war ein britischer Schachpublizist und einer der bedeutendsten Schachhistoriker weltweit.

## Leben
Whyld war ein starker Amateurspieler. Er nahm 1956 an den Britischen Meisterschaften teil und gewann die County-Meisterschaft von Nottinghamshire. Seinen Lebensunterhalt verdiente er sich in der Informationstechnik-Branche. Daneben schrieb er Bücher über Schach und erforschte dessen Geschichte.
Sein bekanntestes Werk ist der Oxford Companion to Chess, das er gemeinsam mit David Hooper veröffentlichte. Es gilt als das Standardwerk zum Schach allgemein in englischer Sprache. 1986 veröffentlichte er Chess: The Records, einen Ableger zum Guinness-Buch der Rekorde. 1998 erschien sein Standardwerk zu Emanuel Laskers Partien: The Collected Games of Emanuel Lasker. Whyld war auch Berater des Oxford English Dictionary für schachliche Fragen.
Weitere seiner Werke sind Alekhine Nazi Articles (2002), ein Buch zu Alexander Aljechins umstrittenen NS-Propaganda-Artikeln, und die Bibliographien Fake Automata in Chess (1994) und Chess Columns: A List (2002). Sein Lehrbuch Learn Chess in a weekend wurde in mehrere Sprachen übersetzt; der deutsche Titel lautet Schach lernen: Leicht, schnell und gründlich. Zwischen 1985 und 2002 verschickte er jeweils zu Weihnachten insgesamt 17 Broschüren mit schachhistorischen Aufsätzen an seine Freunde. Damit griff er eine Idee des Schachkomponisten Alain Campbell White und dessen Christmas Series auf. Whlyds Arbeiten wurden 2006 unter dem Titel Chess Christmas in einem Sammelband (ISBN 80-7189-559-8) nachgedruckt.
Von 1978 bis zu seinem Tod 2003 schrieb Whyld die Kolumne „Quotes and Queries“ im angesehenen British Chess Magazine. Kurz nach Whylds Tod wurde die Ken Whyld Association (KWA), eine internationale Vereinigung von Schachbuchsammlern und Schachhistorikern, gegründet.
Whyld hatte eine Sammlung von etwa 4000 Schachbüchern und Schachzeitschriften. Diese wurde 2004 vom Schweizerischen Spiel-Museum (Musée Suisse du Jeu) in La Tour-de-Peilz übernommen, vom Schweizer Schachhistoriker und IM Richard Forster katalogisiert und bildet nun den Grundstock der Ken-Whyld-Library.
Fünfzehn Monate vor seinem Tod heiratete Ken Whyld zum dritten Mal. Seine Ehefrau kannte er bereits seit Jahrzehnten.

## Schriften (Auswahl)
- mit David Hooper: The Oxford Companion to Chess. Oxford University Press, Oxford/New York 1984, ISBN 0-19-217540-8 (2. Aufl. 1992).
- Hrsg.: Alekhine. Nazi Articles. Selbstverlag, Caistor 1986, ISBN 1-87003-600-X (3. Aufl. 2002).
- Schach lernen. Leicht, schnell, gründlich. Delius Klasing, Bielefeld 1995, ISBN 3-7688-0892-0 (englisch: Learn Chess in a Weekend. Übersetzt von Volker Bartsch).
- Chess Columns. A List. Moravian Chess, Olmütz 2002, ISBN 80-7189-431-1.